# Ілув
Ілув (пол. Iłów) — село в Польщі, у гміні Ілув Сохачевського повіту Мазовецького воєводства.
Населення — 763 особи (2011).

## Демографія
Демографічна структура станом на 31 березня 2011 року:
|          | Загалом | Допрацездатний вік | Працездатний вік | Постпрацездатний вік |
| -------- | ------- | ------------------ | ---------------- | -------------------- |
| Чоловіки | 378     | 80                 | 267              | 31                   |
| Жінки    | 385     | 82                 | 228              | 75                   |
| Разом    | 763     | 162                | 495              | 106                  |